# Svenska nationalsocialistiska partiet
Svenska nationalsocialistiska partiet (SNSP), fram till 1931 benämnt Nysvenska nationalsocialistiska förbundet (NNSF), var ett svenskt nazistiskt politiskt parti med Birger Furugård som partiledare, med "riksledare" som officiell titel. Till partiet var även ungdomsorganisationen Vikingarna samt kvinnoorganisationen Kristina Gyllenstierna knutna. Vid höjdpunkten 1933 hade partiet 10 000 medlemmar. Partiets symbol var hakkorset. Ideologiskt beskrev sig partiet som antisemitiskt, antikapitalistiskt och anti-marxistiskt.

## Historia
SNSP bildades 1 oktober 1930 som Nysvenska nationalsocialistiska förbundet genom en sammanslagning av Nysvenska Folkförbundet (NFF) och Sveriges Nationalsocialistiska Folkparti (SNFP). Inledningsvis lyckades man samla merparten av Sveriges tidigare splittrade fascistiska och nazistiska rörelse i ett gemensamt förbund, någonting som emellertid inte skulle vara länge.
Den 13 januari 1933 uteslöts Sven Olov Lindholms fraktion ur partiet efter ett kuppförsök, och strax därefter bildade de uteslutna medlemmarna Nationalsocialistiska arbetarepartiet, senare känt som Svensk socialistisk samling (SSS). Detta parti kom under de följande åren att bli den största konkurrenten till SNSP. Senare samma år bröt sig partistaben ut ur SNSP och bildade Nationalsocialistiska samlingspartiet (NSSP). Brytningen med Lindholm och partistaben satte inte heller punkt för partiets interna stridigheter, vilka kom att prägla partiet även i fortsättningen.
I andrakammarvalet 1936 ställde partiet upp i 12 valkretsar i kartell med Nationalsocialistiska blocket. Partiet förlorade dock massor av väljare till Lindholms Nationalsocialistiska arbetarepartiet (NSAP). Detta ledde till att Furugård efter valet beslutade att upplösa partiet, och uppmanade medlemmarna att istället söka medlemskap i NSAP eller dess ungdomsförbund Nordisk ungdom.
Partitidningen var inledningsvis Vår kamp, men sedan den uteslutna partistaben tagit med sig denna tidskrift vid bildandet av NSSP blev Nationalsocialistisk tidning från och med 1933 det främsta pressorganet för SNSP. En annan tidning kopplad till partiet var Svenska rikstidningen.

## Bilder

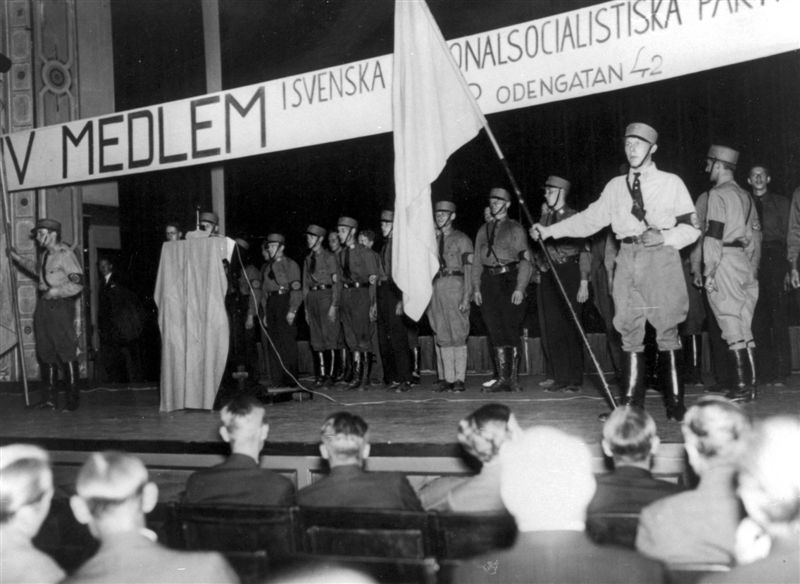
SNSP vid ett partimöte 1933.